# HUK-Coburg-Lebensversicherung
Die HUK-Coburg-Lebensversicherung AG mit Sitz in Coburg ist ein deutscher Versicherer und gehört zur HUK-Coburg-Versicherungsgruppe. Innerhalb der Konzernstruktur der HUK-Coburg Versicherungsgruppe stellt die Lebensversicherung AG, gemessen an den Beitragseinnahmen, das drittgrößte Unternehmen dar. Die wesentlichen Vertriebskanäle setzen sich aus der Ausschließlichkeitsorganisation, den Geschäftsstellen und dem Direktvertrieb zusammen.
Die HUK-Coburg Lebensversicherung AG beschränkt ihre Geschäftstätigkeit auf Privatkunden. Angebote für Firmenkunden werden über das Institut für Pensionsmanagement und Zusatzversorgung GmbH (IPZ), eine Tochter der HUK-Coburg erstellt. Die HUK-Coburg Lebensversicherung AG stellt im Umfeld der Lebensversicherungsunternehmen einen kleineren Betrieb dar. Im Bestandsmix wird deutlich, dass die Kapitallebensversicherungen eine große Rolle spielt. Rentenversicherungen nehmen den dritten Platz im Bestandsmix ein. Im Neugeschäft spielt die Risikolebensversicherung gekoppelt mit einer Berufsunfähigkeitsversicherung eine signifikante Rolle. Fondsversicherungen werden in Zeiten von Niedrigzinsphasen verstärkt nachgefragt.
Die HUK-Coburg Lebensversicherung AG gehört zu den Top 5 Anbietern in Deutschland, gemessen an Solvabilität, Gesamtverzinsung und geringe Stornoquoten.

## Vertrieb
Die HUK-Coburg vertreibt die Versicherungsprodukte vor allem über sogenannte Vertrauensleute. Dies sind zum Großteil nebenberuflich tätige Mitarbeiter. Weiterhin
verkaufen Vertrauensleute mit eigenem Kundendienstbüro, über 40 Geschäftsstellen und speziell ausgebildete Vorsorgespezialisten die Tarife der Coburger. Eine Vertriebskooperation besteht darüber hinaus mit der Vereinigten Postversicherung, der Barmer GEK und seit 2007 vertreibt die Postbank exklusiv Komposit-Versicherungen.

## Produkte
Die HUK-Coburg Lebensversicherung AG betreibt folgende Versicherungsarten.
Hauptversicherungen:
- Gemischte Kapitalversicherungen auf den Todes- und Erlebensfall
- Risikoversicherungen
- Aufgeschobene und sofort beginnende Rentenversicherungen
- Fondsgebundene Lebens- und Rentenversicherungen

Zusatzversicherungen:
- Berufsunfähigkeits-Zusatzversicherungen inkl. Dienstunfähigkeitsversicherung
- Unfall-Zusatzversicherungen
- Hinterbliebenenrenten-Zusatzversicherungen